# تپه کله جوب ۲
تپه کله جوب ۲ مربوط به دوره ساسانیان است و در شهرستان ایوان، بخش مرکزی، روستای کله جوب واقع شده و این اثر در تاریخ ۹ اردیبهشت ۱۳۸۲ با شمارهٔ ثبت ۸۴۵۷ به‌عنوان یکی از آثار ملی ایران به ثبت رسیده است.